# Сегадайнш
Сегада́йнш (порт. Segadães; МФА: [sɨ.gɐ.ˈdɐ̃jʃ]) — колишня парафія в Португалії, в муніципалітеті Агеда. Перебувала у складі округу Авейру.  Входила до регіону Центр. За старим адміністративним поділом, що був чинним до 1976 року, територія парафії належала провінції Берегова Бейра.  Ліквідована 28 січня 2013 року. Увійшла до складу парафії Трофа, Сегадайнш і Ламаш-ду-Вога. Площа парафії — 3,38 км², населення — 1169 ос. (2011), густота населення — 345,86 осіб/км²
. Патрон — святий Петро. Поштовий індекс — 3750. Код  — 010116.

## Географія

Агеда (2013)
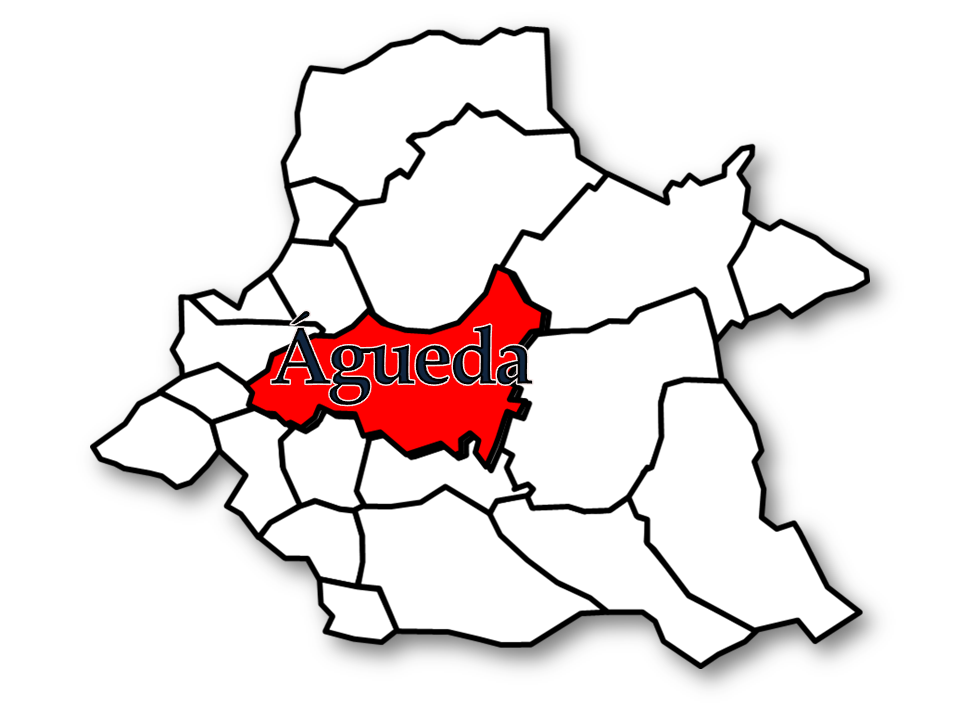
Агеда
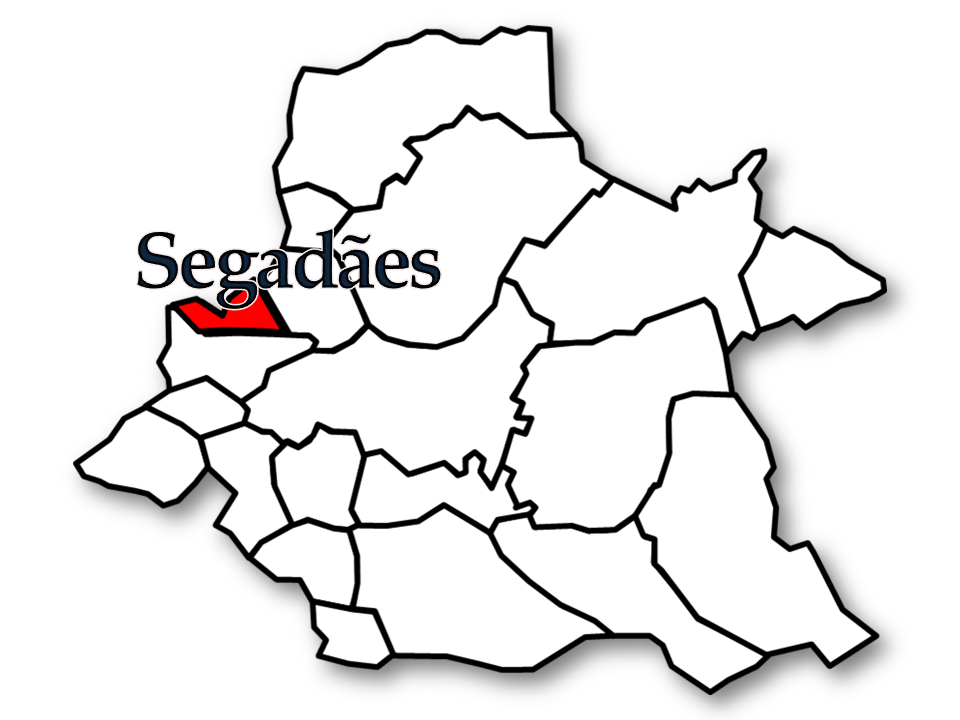
Сегадайнш

## Населення
| Кількість мешканців | Кількість мешканців | Кількість мешканців | Кількість мешканців | Кількість мешканців | Кількість мешканців | Кількість мешканців | Кількість мешканців | Кількість мешканців | Кількість мешканців | Кількість мешканців | Кількість мешканців | Кількість мешканців | Кількість мешканців | Кількість мешканців |
| ------------------- | ------------------- | ------------------- | ------------------- | ------------------- | ------------------- | ------------------- | ------------------- | ------------------- | ------------------- | ------------------- | ------------------- | ------------------- | ------------------- | ------------------- |
| 1864                | 1878                | 1890                | 1900                | 1911                | 1920                | 1930                | 1940                | 1950                | 1960                | 1970                | 1981                | 1991                | 2001                | 2011                |
| 417                 | 429                 | 428                 | 447                 | 458                 | 445                 | 468                 | 510                 | 553                 | 701                 | 911                 | 715                 | 907                 | 1.205               | 1.169               |